# 杨宴
杨宴，正红旗汉军人，是一名清朝政治人物。荫生出身。
杨宴曾于康熙六十年（1721）接替韩奕任福州府知府一职，雍正二年由胡承谋接任。